# Said bin Maktum

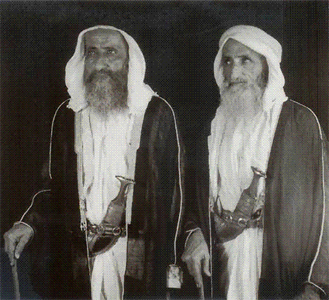
Scheich Said bin Maktum (rechts) und Scheich Juma Al Maktum (links)

Scheich Said bin Maktum (arabisch سعيد بن مكتوم آل مكتوم, DMG Saʿīd b. Maktūm Āl Maktūm; * 1878 in Dubai; † 9. September 1958 in Dubai) war ein Herrscher von Dubai. Er übernahm im November 1912 die Herrschaft von Buti bin Suhail, der ein Cousin von Saids Vater Scheich Maktum bin Hascher gewesen war. Zu dieser Zeit erlebte Dubai eine Blüte der Perlenfischerei und etablierte sich als ein führender Umschlaghafen am Persischen Golf. Scheich Said regierte sechsundvierzig Jahre bis zu seinem Tode.

## Leben
Scheich Said war unkompliziert. Zu seinen Vorlieben zählte die Falknerei, ein traditioneller arabischer Sport. Sein Jagdrevier war der Stadtrand von Dubai, wo die Houbara (Trappe), sein bevorzugtes Beutetier, ihren Lebensraum hat.
Zu seinen Söhnen gehören Scheich Raschid bin Said Al Maktum, der sein Nachfolger als Emir von Dubai wurde, und Scheich Khalifa. Beide übernahmen seine Vorliebe der Falknerei und begleiteten ihn oft auf seinen Jagdexpeditionen. Sein jüngster Sohn Ahmed ist Vorsitzender von Emirates Airline.
Sehr oft zog sich Scheich Said auf seine Dattelplantagen im nahen Nachbaremirat Ra’s al-Chaima zurück.
Früh baute er den Hafen von Dubai zum Hauptumschlaghafen der arabischen Halbinsel aus und sorgte für ein breites Marktangebot auf den Souks, was Dubai einigen Wohlstand, aber auch Neid einbrachte. Durch diese Maßnahmen hatte der Einbruch des Perlenhandels für Dubai kaum Auswirkungen.
Die Bevölkerungszahl verdreifachte sich während seiner Herrschaft, und aus Dubai wurde eine moderne Stadt. So führte er z. B. 1952 die Elektrizität in Dubai ein. Bei seinen Landsleuten war er sehr beliebt und respektiert.